# 前373年
| 千纪： | 前1千纪 |
| 世纪： | 前5世纪 \| 前4世纪 \| 前3世纪 |
| 年代： | 前400年代 \| 前390年代 \| 前380年代 \| 前370年代 \| 前360年代 \| 前350年代 \| 前340年代                                                                                               |
| 年份： | 前378年 \| 前377年 \| 前376年 \| 前375年 \| 前374年 \| 前373年 \| 前372年 \| 前371年 \| 前370年 \| 前369年 \| 前368年                                                                 |
| 纪年： | 周烈王三年 魯共公十年 田齊桓公二年 晉孝公十六年 趙成侯二年 魏武侯二十三年 韓共侯元年 秦獻公十二年 楚肅王八年 宋休公二十三年 衛慎公四十二年 燕後簡公四十二年 越王錯枝二年 中山桓公八年 |

## 大事记
- 燕敗齊於林狐。
- 魯伐齊，入陽關。
- 魏伐齊，至博陵。
- 燕後簡公薨，子燕桓公立。
- 宋休公薨，子宋辟公辟兵立。
- 衛慎公薨，子衛聲公訓立。
- 希臘城邦希來克陸沉。

## 出生
- 張儀

## 逝世
- 宋休公
- 衛慎公